# Nowa Wieś (powiat wolsztyński)
Nowa Wieś – wieś w Polsce położona w województwie wielkopolskim, w powiecie wolsztyńskim, w gminie Przemęt.
W okresie Wielkiego Księstwa Poznańskiego (1815–1848) miejscowość wzmiankowana jako "Nowa wieś" należała do wsi większych w ówczesnym powiecie babimojskim rejencji poznańskiej. Nowa wieś należała do kaszczorskiego okręgu policyjnego tego powiatu i stanowiła część majątku Kaszczor, który należał wówczas do rządu Królestwa Prus w Berlinie. Według spisu urzędowego z 1837 roku Nowa wieś liczyła 222 mieszkańców, którzy zamieszkiwali 32 dymy (domostwa). W 1921 roku stacjonowała tu placówka 17 batalionu celnego.
W latach 1975–1998 miejscowość należała administracyjnie do województwa leszczyńskiego.
Wieś liczy około 750 mieszkańców. Leży na terenie Przemęckiego Parku Krajobrazowego na drodze Przemęt – Wolsztyn.
Położona jest przy węźle kolejowym Zbąszynek-Leszno.
Wieś przy linii kolejowej Leszno-Wolsztyn. Kościół św. Floriana z 1985 r. Przydrożna kapliczka z 1908 r. z kamienną figurą Matki Boskiej autorstwa rzeźbiarza wielkopolskiego Marcina Rożka.